# Saison 1 de Secrets and Lies (série télévisée, 2015)
Chronologie
Saison 2
Cet article présente le guide des épisodes de la première saison de la série télévisée américaine Secrets & Lies.

## Généralités
- Aux États-Unis, la saison a été diffusée du 1er mars 2015 au 3 mai 2015 sur ABC.
- Au Canada, la saison a été diffusée en simultanée sur CTV.
- En France, la saison a été diffusée du 5 novembre 2015 au 19 novembre 2015 sur M6.

## Distribution

### Acteurs principaux
- Ryan Phillippe : Ben Crawford
- Juliette Lewis : Détective Andrea Cornell
- KaDee Strickland : Christy Crawford
- Natalie Martinez : Jess Murphy
- Dan Fogler : Dave Lindsey
- Indiana Evans : Natalie Crawford
- Belle Shouse : Abby Crawford

### Acteurs récurrents
- Steven Brand : Dr Joseph Richardson
- Kate Ashfield : Vanessa Richardson
- Charles Dutton : Kevin Haynes
- Meaghan Rath : Nicole Murphy
- Benjamin Ciaramello : Scott Murphy
- Michael Beach : Jim Fenton
- Gregory Alan Williams : Kevin Williams
- Melissa Gilbert : Lisa Daly

## Épisodes

### Épisode 1:L'Enfant
- États-Unis /  Canada : 1er mars 2015 sur ABC[1] / CTV[2]
- France :  5 novembre 2015 sur M6[3]
- Belgique : 22 novembre 2016[4] sur RTL-TVI[5]

- États-Unis : 6,06 millions de téléspectateurs[6] (première diffusion)
- France : 1,824 million de téléspectateurs[7] (première diffusion)

- Melissa Gilbert (Lisa Daly)
- Gregory Alan Williams (Kevin Williams)
- Denise Dowse (en) (Elaine Williams)
- Kate Ashfield (Vanessa Richardson)
- Steven Brand (Dr Joseph Richardson)
- Eric Lange (Danny Pierce)

### Épisode 2:L'Enterrement
- États-Unis /  Canada : 1er mars 2015 sur ABC / CTV
- France :  5 novembre 2015 sur M6
- Belgique : 22 novembre 2016 sur RTL-TVI

- États-Unis : 6,06 millions de téléspectateurs[6] (première diffusion)
- France : 1,605 million de téléspectateurs[7] (première diffusion)

- Melissa Gilbert (Lisa Daly)
- Gregory Alan Williams (Kevin Williams)
- Denise Dowse (en) (Elaine Williams)
- Kate Ashfield (Vanessa Richardson)
- Steven Brand (Dr Joseph Richardson)
- Benjamin Ciaramello (Scott Murphy)
- Tad Cooley (Matt Daly)
- Eric Lange (Danny Pierce)
- Meaghan Rath (Nicole)
- Timothy Busfield (John Garner)

### Épisode 3:L'Alibi
- États-Unis /  Canada : 8 mars 2015 sur ABC / CTV
- France :  5 novembre 2015 sur M6

- États-Unis : 5,96 millions de téléspectateurs[8] (première diffusion)
- Canada : 1,9 million de téléspectateurs[9] (première diffusion + différé 7 jours)
- France : 1,427 million de téléspectateurs[7] (première diffusion)

- Melissa Gilbert (Lisa Daly)
- Gregory Alan Williams (Kevin Williams)
- Denise Dowse (en) (Elaine Williams)
- Kate Ashfield (Vanessa Richardson)
- Steven Brand (Dr Joseph Richardson)
- Benjamin Ciaramello (Scott Murphy)
- Tad Cooley (Matt Daly)
- Meaghan Rath (Nicole)
- Michael Beach (Jim Fenton)
- Sean Grandillo (Cooper)

### Épisode 4:Les Voisins
- États-Unis /  Canada : 15 mars 2015 sur ABC / CTV
- France :  5 novembre 2015 sur M6

- États-Unis : 5,45 millions de téléspectateurs[10] (première diffusion)
- Canada : 1,254 million de téléspectateurs[11] (première diffusion + différé 7 jours)
- France : 1,214 million de téléspectateurs[7] (première diffusion)

- Gregory Alan Williams (Kevin Williams)
- Denise Dowse (en) (Elaine Williams)
- Kate Ashfield (Vanessa Richardson)
- Steven Brand (Dr Joseph Richardson)
- Meaghan Rath (Nicole)
- Michael Beach (Arthur Fenton)
- Caroline Aaron (Ellen Lindsey)

### Épisode 5:La Veste bleue
- États-Unis /  Canada : 22 mars 2015 sur ABC / CTV
- France :  12 novembre 2015 sur M6

- États-Unis : 5,56 millions de téléspectateurs[12] (première diffusion)
- Canada : 1,237 million de téléspectateurs[13] (première diffusion + différé 7 jours)
- France : 1,824 million de téléspectateurs[14] (première diffusion)

- Melissa Gilbert (Lisa Daly)
- Gregory Alan Williams (Kevin Williams)
- Tad Cooley (Matt Daly)
- Dillon Lane (Tyler Daly)
- Sean Grandillo (Cooper)

### Épisode 6:La Confession
- États-Unis /  Canada : 29 mars 2015 sur ABC / CTV
- France :  12 novembre 2015 sur M6

- États-Unis : 5,15 millions de téléspectateurs[15] (première diffusion)
- France : 1,582 million de téléspectateurs[14](première diffusion)

- Melissa Gilbert (Lisa Daly)
- Gregory Alan Williams (Kevin Williams)
- Tad Cooley (Matt Daly)
- Dillon Lane (Tyler Daly)
- Sean Grandillo (Cooper)

### Épisode 7:La Lampe torche
- États-Unis /  Canada : 12 avril 2015 sur ABC / CTV
- France :  12 novembre 2015 sur M6

- États-Unis : 4,85 millions de téléspectateurs[16] (première diffusion)
- France : 1,427 million de téléspectateurs[14](première diffusion)

- Melissa Gilbert (Lisa Daly)
- Timothy Busfield (John Garner)
- Denise Dowse (en) (Elaine Williams)
- Michael Beach (Arthur Fenton)
- Cole Bernstein (Joanna)
- Mary Chris Wall (Paula)
- Aaron Christian Howles (Leo)

### Épisode 8:La Reconstitution
- États-Unis /  Canada : 19 avril 2015 sur ABC / CTV
- France :  19 novembre 2015 sur M6

- États-Unis : 5,13 millions de téléspectateurs[17] (première diffusion)
- France : 1,453 million de téléspectateurs[18] (première diffusion)

- Timothy Busfield (John Garner)
- Aiden Malik (Tom Murphy)
- Denise Dowse (en) (Elaine Williams)
- Meaghan Rath (Nicole)
- Mary Mara (Barfly)

### Épisode 9:L'Assassin
- États-Unis /  Canada : 26 avril 2015 sur ABC / CTV
- France :  19 novembre 2015 sur M6

- États-Unis : 5,83 millions de téléspectateurs[19] (première diffusion)
- France : 1,387 million de téléspectateurs[18] (première diffusion)

- Denise Dowse (en) (Elaine Williams)
- Meaghan Rath (Nicole)
- French Stewart (John Patrick)
- Jon Briddell (Sam Morrison)
- Griff Furst (Billy Andrews)

### Épisode 10:Les Aveux
- États-Unis /  Canada : 3 mai 2015 sur ABC[20] / CTV
- France :  19 novembre 2015 sur M6

- États-Unis : 6,53 millions de téléspectateurs[21] (première diffusion)
- France : 1,382 million de téléspectateurs[18] (première diffusion)

- Timothy Busfield (John Garner)
- Denise Dowse (en) (Elaine Williams)
- Jake Weber (Ethan Barrett)
- Michael B. Silver (ADA Ken Turk)